# Les As
Les As je francouzský komiks, který se poprvé objevil v roce 1963 v časopise Vaillant. Autorem scénářů i kresby byl Greg (Michel Régnier). U nás seriál vycházel v letech 1975 až 1976 v Sedmičce pionýrů. Překlad francouzského výrazu les as je esa, název komiksu však nebyl nikde zmíněn ani přeložen do češtiny. Sedmička uváděla pouze názvy jednotlivých příhod. Nebyla přeložena ani jména některých hrdinů, pokud je v publikovaných epizodách nikdo neoslovil.

## Vznik
Počátkem šedesátých let Greg prezentoval některé své komiksy šéfredaktorovi časopisu Vaillant. Ten mu navrhl, aby psal scénáře pro komiks Totoche, který několik let předtím vytvořil Jean Tabary. Tabary ale odmítl a šéfredaktor přišel s novým návrhem, aby Greg vytvořil jiný seriál o partě kluků a holek.

## Děj
Les As popisuje humorné zážitky party kamarádů z Paříže. Ti se v jednotlivých příbězích utkávají s nejrůznějšími zloduchy.

## Osoby
- Quentin Gentil (Píďa) : vůdce party.
- Pivoine Agénor (Pivoňka) : rozváží pečivo na bicyklu, pokud se mu ho podaří nesníst.
- Hautcoeur Calixte neboli Génie (Rozum) : chemický génius a vynálezce.
- André Luron neboli Copain : nadšený posluchač rokenrolu.
- Suzanne Luron neboli Mouche : jeho sestra - dvojče.
- Dragon (Punťa) : pes, maskot klubu.

## Příběhy
V letech 1963 až 1986 vyšlo osm dlouhých dobrodružství a přes sedmdesát kratších v rozsahu 4 až 12 stran.
V Sedmičce pionýrů se objevily následující krátké příběhy:
- Vzdušný pirát
- Polévková mísa od Aztéků
- Preparát P.Q.X.Y.Z.32
- Poklad z XVIII. století
- Pivoňkovo cestování časem
- Pivoňkovo trápení s létajícím růžovým slonem
- Po stopě záhadného "M"
- Dobrodružství na výletě

Koncem roku 2008 vyšla ve dvou sešitech anonymní reedice příběhů ze Sedmičky pod názvem Pivoňkova dobrodružství.
V roce 2013 vydalo nakladatelství Albatros sešit s 48 stránkovým příběhem: 
- Velká esa 1 - Quentin Gentil a mistr úniků (Les As 1: Quentin Gentil et Le roi de l'évasion)